# Kanaltorplatz

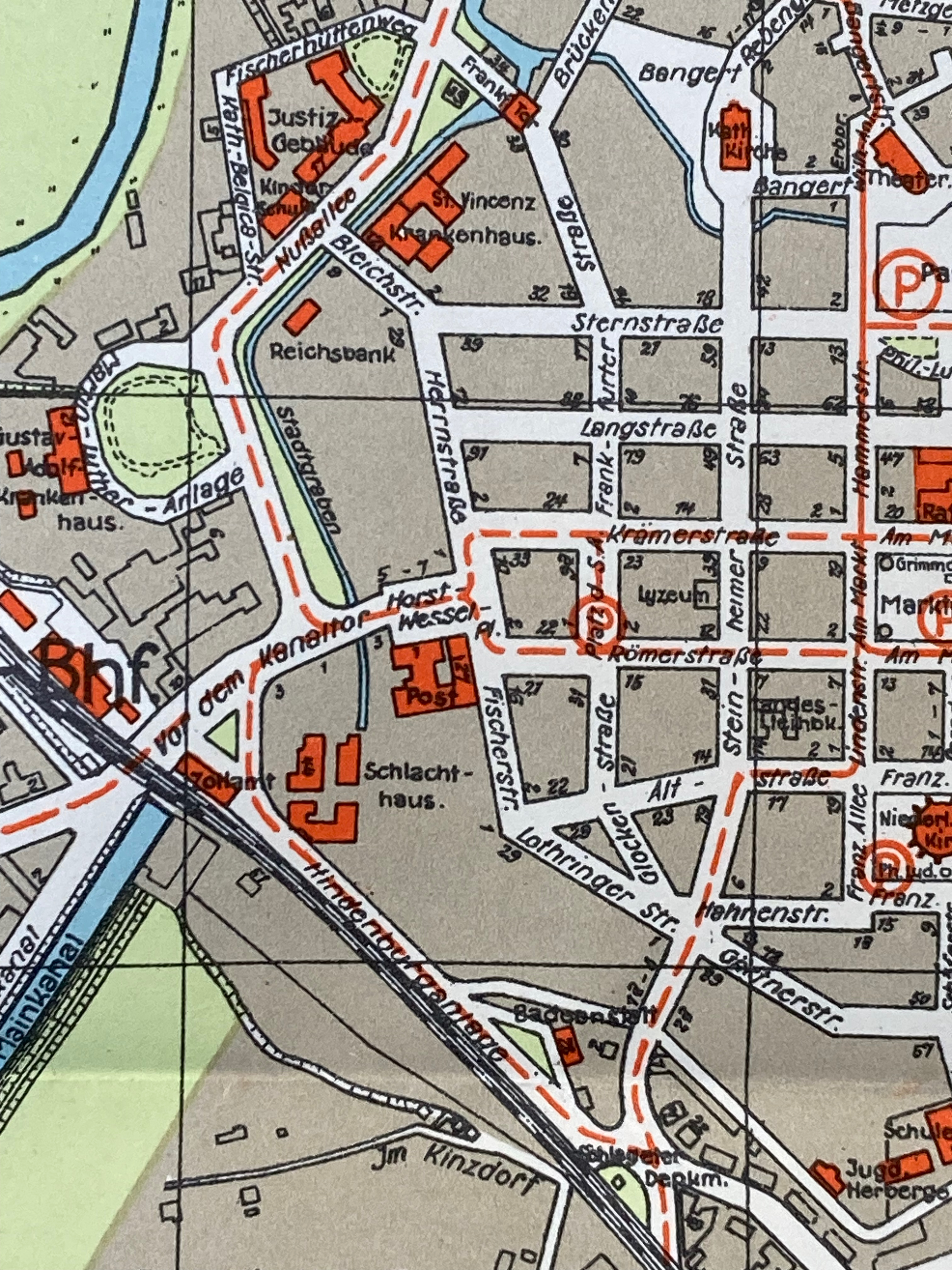
Horst-Wessel-Platz mit Post 1938 zwischen Neustadt rechts und Zollamt sowie West-Bahnhof links

Der Kanaltorplatz (früher Kanalplatz, Horst-Wessel-Platz) in Hanau ist eine bauliche Reminiszenz an den ersten Hanauer Hafen. Der Platz nimmt einen Teil von dessen Areal ein.

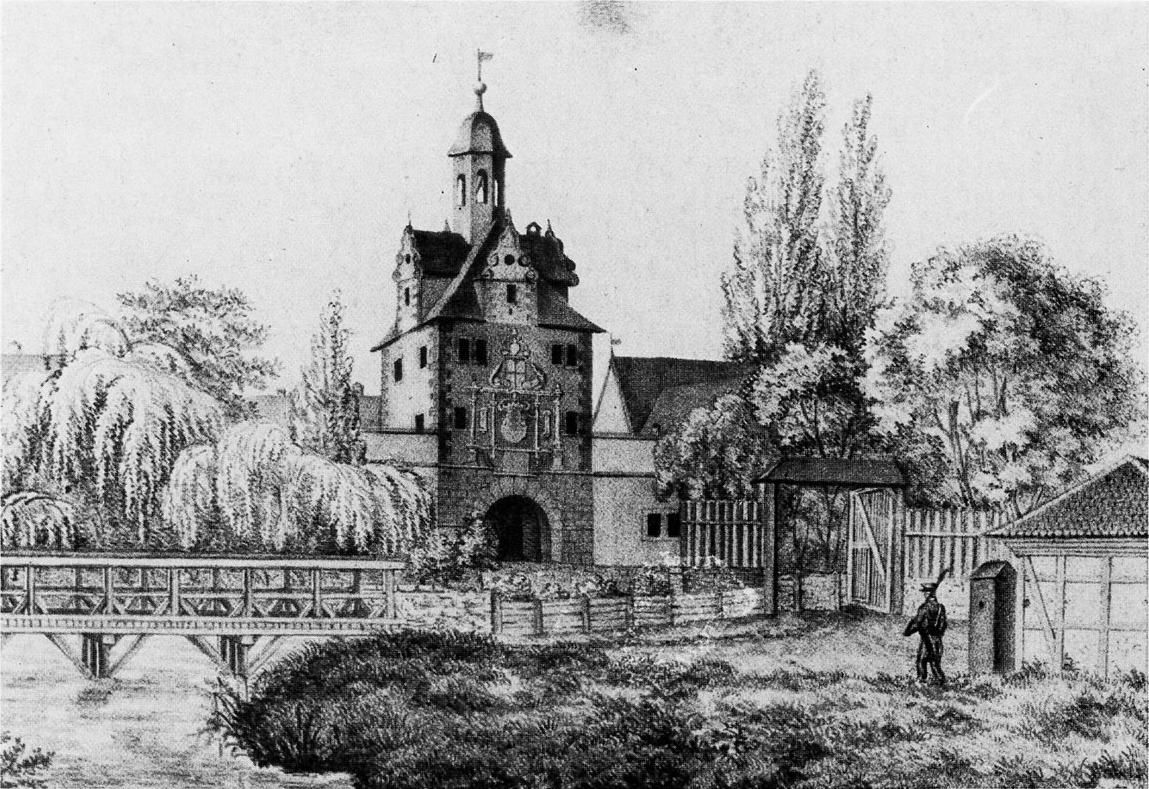
Das Kanaltor von der Innenseite – der heutige Kanaltorplatz – auf einer Zeichnung von Carl Wilhelm Woerishoffer vor 1829. Links im Bild der Rest des ehemaligen Hafenkanals mit überquerender Brücke

## Voraussetzungen
Während das mittelalterliche Hanau zur Kinzig hin orientiert war, einem auch damals nur begrenzt schiffbaren Fluss, wies es zur bedeutendsten Wasserstraße der Gegend, dem Main, einen erheblichen Abstand auf. Zwischen Hanau und Main lag noch das Kinzdorf. Erst der ab 1597 erfolgte Bau der Neustadt Hanau, der den Raum zwischen Altstadt und Kinzdorf einnahm, rückte Hanau wesentlich näher an den Main. Hinzu traten die Handelsinteressen der hier angesiedelten Neubürger. Beides bedingte die Anlage des ersten Hanauer Hafens.

## Der Hafen
Dieser kam innerhalb der Befestigung der Neustadt zu liegen und war über den Festungsgraben und einen Kanal mit dem Main verbunden. Der Hafenbau war in dem Gründungsvertrag zwischen den Neubürgern und Graf Philipp Ludwig II. von Hanau-Münzenberg vereinbart: Der Graf sollte den Hafen und einen Kran errichten, dafür aber Hafengebühren erheben dürfen. Den östlichen Kai bildete der Heumarkt.
Die Hafenausfahrt durchschnitt den Befestigungswall unmittelbar südlich des Kanaltors, durch das eine Straßenverbindung führte. Dies war selbstverständlich eine Schwachstelle in der Befestigung. Deshalb wurde das Kanaltor im Dreißigjährigen Krieg mit einem vorgelagerten Hornwerk verstärkt, in dessen Mitte der Hafenkanal verlief und dort auch eine Mühle betrieb.
Der Hafen erstreckte sich über die Fläche, die einem ganzen Baublock entsprach, wie sie die Innenbebauung der Planstadt „Hanauer Neustadt“ schachbrettartig und gleichmäßig für das Areal zwischen Heumarkt, Krämerstraße, Kanaltorplatz und Römerstraße vorsah. Ein Gebiet von ca. 90 × 90 Metern. Als Kosten waren 10.000 Gulden veranschlagt.
Von Anfang an war das Vorhaben problembehaftet – nicht nur hinsichtlich der hohen Kosten. Das Wasser im die Neustadt umgebenden Graben war für den vorgesehenen Bauplatz zu hoch. Es musste also eine Schleuse errichtet werden. Außerdem versandete der Hafen und der Kanal recht schnell: Der Hafen war ohne nennenswerten Zufluss, die Fließgeschwindigkeit des von der Kinzig gespeisten Festungsgrabens offenbar zu gering, um den Kanal dauerhaft frei zu halten. Die sich häufenden Schwierigkeiten führten dazu, dass 1605 die Arbeiten eingestellt wurden. Die Option auf einen Hafen an dieser Stelle sollte offen gehalten werden, indem das Kanaltor vollendet wurde (was 1611 auch erfolgte). Das teilweise fertiggestellte, bereits Wasser führende Hafenbecken könne vorerst ja als Pferdetränke genutzt werden, meinte die gräfliche Verwaltung. 1617 wurde der Kanal fertig gebaut. Der nun ausbrechende Dreißigjährige Krieg verhinderte aber, dass er florieren konnte. Am Ende des Krieges war das Hafenbecken verschlammt und wurde nur noch „Stinkkaute“ genannt. Es wurde nun endgültig aufgegeben.

## Folgenutzung
Ein Plan von 1684 zeigt, dass das Hafenbecken und der Kanal zwischen Becken und Wallgraben inzwischen verfüllt worden sind. Mainschiffe legten an der Mündung des Kanals in den Main an, wo eine Kaimauer und ein Kran errichtet wurden. Der Kanal diente als Winterhafen. Das Areal, das ehemals für das Hafenbecken vorgesehen war, wurde in seiner östlichen Hälfte überbaut, in der westlichen Hälfte lagen zunächst Gärten. Das Kanaltor war nun nahezu bedeutungslos: Es führte ins Nichts. Erst als die Philippsruher Allee Anfang des 18. Jahrhunderts errichtet wurde, gewann dieses Quartier der Hanauer Neustadt wieder an Bedeutung. Während die Wallanlagen um die Neustadt im Winter 1806/1807 weitgehend geschleift wurden, wurde das Kanaltor aber erst 1829 abgerissen. 1830 errichtete der kurhessische Staat hier ein Zollamt nach Plänen von Julius Eugen Ruhl. Es wurde im Zweiten Weltkrieg zerstört.
100 Meter entfernt entstand 1848 der Endbahnhof der Frankfurt-Hanauer Eisenbahn-Gesellschaft, der heutige Bahnhof Hanau West. Am Kanaltorplatz siedelte sich auch die Thurn-und-Taxis-Post an, das spätere Hanauer Hauptpostamt.